# Rameau circonflexe de l'artère coronaire gauche
La rameau circonflexe de l'artère coronaire gauche (ou artère circonflexe ou artère auriculo-ventriculaire) est une artère du cœur: c'est une des deux branches terminales de bifurcation de l'artère coronaire gauche.

## Origine
Le rameau circonflexe de l'artère coronaire gauche est, avec l'artère interventriculaire antérieure, une des deux branches de bifurcation de l'artère coronaire gauche, La bifurcation se réalisant entre le tronc pulmonaire et l'oreillette gauche.

## Trajet
Le rameau circonflexe de l'artère coronaire gauche suit la moitié gauche du sillon auriculo-ventriculaire et se termine au niveau de la face inférieure du cœur en général avant le croisement avec le sillon interventriculaire postérieur.
On lui distingue deux segments :
- un segment proximal entre son origine et le premier rameau marginal,
- un segment distal au-delà de ce rameau.

## Branches collatérales
Le rameau circonflexe de l'artère coronaire gauche donne deux à quatre rameaux marginaux qui irriguent la face latérale du ventricule gauche.
La vascularisation de l'oreillette gauche est assurée par les rameaux atriaux parmi lesquels il peut exister une branche anastomotique avec la vascularisation originaire de l'artère coronaire droite et un rameau plus visible formant le rameau atrial intermédiaire.
Elle contribue à former le rameau inférieur du ventricule gauche.

### Variations anatomiques
Le rameau circonflexe peut dans quelques cas (18%) donner naissance à l'artère interventriculaire postérieure dans les cas d'une vascularisation cardiaque à dominance gauche.
Le rameau du nœud sinu-atrial peut parfois naître du rameau circonflexe au lieu de naître de l'artère coronaire droite.

## Zone de vascularisation
Le rameau circonflexe vascularise la paroi latérale du ventricule gauche et de façon variable sa paroi inférieure en fonction de la dominance droite ou gauche de la vascularisation coronaire.. Il contribue également à la vascularisation de l'oreillette gauche.